# Lara Flynn Boyle
Lara Flynn Boyle (Davenport, Iowa, 1970. március 24. –) Primetime Emmy-díjra jelölt amerikai színésznő. 
Ismert alakítása volt Donna Hayward a Twin Peaks (1990–1991) című televíziós sorozatban. 1997 és 2003 között az Ügyvédek főszereplője volt, mellyel Primetime Emmy-díjra jelölték.
Szerepelt a Wayne világa (1992), a Red Rock West – Amikor egy bérgyilkos is több a soknál (1993), az Édeshármas (1994) és a Men in Black – Sötét zsaruk 2. (2002) című filmekben.

## Élete és pályafutása
Anyja asszisztens volt egy cégnél, apja foglalkozása ismeretlen. Első, kisebb filmszerepét a Meglógtam a Ferrarival című 1986-os filmvígjátékban kapta, de jeleneteit törölték a végleges változatból. Első jelentős szerepe a Kopogó szellem 3. (1998) című horrorfilmben volt. Leghíresebb televíziós szerepe a Twin Peaks című sorozat visszatérő karaktere, Donna Hayward.

## Filmográfia

### Film
| Év   | Magyar cím                                             | Eredeti cím               | Szerep                     | Magyar hang        |
| ---- | ------------------------------------------------------ | ------------------------- | -------------------------- | ------------------ |
| 1986 | Meglógtam a Ferrarival (törölt jelenetek)              | Ferris Bueller's Day Off  | Heather                    |                    |
| 1988 | Kopogó szellem 3.                                      | Poltergeist III           | Donna Gardner              | Csondor Kata       |
| 1989 | Agyilag zokni                                          | How I Got into College    | Jessica Kailo              |                    |
| 1989 | Holt költők társasága (törölt jelenetek)               | Dead Poets Society        | Ginny Danburry             |                    |
| 1990 | A zöldfülű                                             | The Rookie                | Sarah Ackerman             | Kiss Erika         |
| 1991 |                                                        | The Dark Backward         | Rosarita                   |                    |
| 1991 | Négykezes géppisztolyra                                | Mobsters                  | Mara Motes                 | Györgyi Anna       |
| 1991 |                                                        | Eye of the Storm          | Sandra Gladstone           |                    |
| 1992 | Bárhol ér a reggel                                     | Where the Day Takes You   | Heather                    |                    |
| 1992 | Wayne világa                                           | Wayne's World             | Stacy                      | Prókai Annamária   |
| 1992 | Napéjegyenlőség                                        | Equinox                   | Beverly Franks             |                    |
| 1993 | A beugró                                               | The Temp                  | Kris Bolin                 | Für Anikó          |
| 1993 | Red Rock West – Amikor egy bérgyilkos is több a soknál | Red Rock West             | Ann McCord / Suzanne Brown | Tóth Auguszta      |
| 1994 | Édeshármas                                             | Threesome                 | Alex                       | Györgyi Anna       |
| 1994 | Édeshármas                                             | Threesome                 | Alex                       | Orosz Helga        |
| 1994 | Szabadnapos baba                                       | Baby's Day Out            | Laraine Cotwell            | Németh Zsuzsa      |
| 1994 | Promenád a gyönyörbe                                   | The Road to Wellville     | Ida Muntz                  | Náray Erika        |
| 1995 |                                                        | Cafe Society              | Pat Ward                   |                    |
| 1996 |                                                        | The Big Squeeze           | Tanya Mulhill              |                    |
| 1997 | A nagy dobás                                           | Farmer & Chase            | Hillary                    | Györgyi Anna       |
| 1997 |                                                        | Red Meat                  | Ruth                       |                    |
| 1997 |                                                        | Afterglow                 | Marianne Byron             |                    |
| 1997 |                                                        | Cannes Man                | önmaga                     |                    |
| 1998 | A boldogságtól ordítani                                | Happiness                 | Helen Jordan               | Holló Orsolya      |
| 1998 | Susan terve                                            | Susan's Plan              | Betty Johnson              | Kiss Erika         |
| 1998 | Susan terve                                            | Susan's Plan              | Betty Johnson              | Stéfán-Bodor Mária |
| 2000 | Kötöznivaló bolondok                                   | Chain of Fools            | Karen                      | Kisfalvi Krisztina |
| 2001 | Ami a szexet illeti                                    | Speaking of Sex           | Emily Paige                | Major Melinda      |
| 2002 | Men in Black – Sötét zsaruk 2.                         | Men in Black II           | Serleena                   | Tóth Enikő         |
| 2006 | Vakok földjén                                          | Land of the Blind         | First Lady                 | Román Judit        |
| 2006 |                                                        | Fwiends.com (rövidfilm)   | yuppie lány                |                    |
| 2007 |                                                        | Have Dreams, Will Travel  | Ben anyja                  |                    |
| 2009 | Segítség, gyereket várok!                              | Baby on Board             | Mary Radcliffe             | Orosz Helga        |
| 2009 |                                                        | Life Is Hot in Cracktown  | Betty McBain               |                    |
| 2010 |                                                        | Cougar Hunting            | Kathy                      |                    |
| 2013 |                                                        | Hansel & Gretel Get Baked | Agnes boszorkány           |                    |
| 2015 |                                                        | Lucky Dog                 | Ms. Donley                 |                    |
| 2020 |                                                        | Death in Texas            | Grace                      |                    |
| 2023 | Anyánk a kanapén                                       | Mother, Couch             | Linda                      | Györgyi Anna       |

### Televízió
| Év        | Magyar cím                   | Eredeti cím                             | Szerep                    | Megjegyzések                                                  |
| --------- | ---------------------------- | --------------------------------------- | ------------------------- | ------------------------------------------------------------- |
| 1987      |                              | Jack and Mike                           | Leslie                    | 1 epizód                                                      |
| 1987      |                              | Amerika                                 | Jackie Bradford           | minisorozat (5 epizód)                                        |
| 1987      |                              | Sable                                   | Melanie Waterston         | 1 epizód                                                      |
| 1989      | A rettegés országútja        | Terror on Highway 91                    | Laura Taggart             | tévéfilm                                                      |
| 1989      | Gyilkosság a Central Parkban | The Preppie Murder                      | Jennifer Levin            | tévéfilm                                                      |
| 1990–1991 | Twin Peaks                   | Twin Peaks                              | Donna Hayward             | - 30 epizód - magyar hangja: - Hegyi Barbara - Kocsis Mariann |
| 1991      |                              | The Hidden Room                         | Nicole                    | 1 epizód                                                      |
| 1991      | Májusi bor                   | Les belles Américaines                  | Cammie                    | - tévéfilm - magyar hangja: - Zsigmond Tamara                 |
| 1994      | Múlt idő                     | Past Tense                              | Tory Bass / Sabrina James | tévéfilm                                                      |
| 1994      | Jákob                        | Jacob                                   | Rachel                    | - tévéfilm - magyar hangja: - Györgyi Anna                    |
| 1995      |                              | Legend                                  | Theresa Dunleavy          | 1 epizód                                                      |
| 1997–2003 | Ügyvédek                     | The Practice                            | Helen Gamble              | főszereplő                                                    |
| 1998–2002 | Ally McBeal                  | Ally McBeal                             | Helen Gamble / Tally Cupp | 2 epizód                                                      |
| 1998–2002 | Mióta elmentél…              | Since You've Been Gone                  | Grace Williams            | - tévéfilm - magyar hangja: - Kisfalvi Krisztina              |
| 2004–2005 | Huff                         | Huff                                    | Melody Coatar             | 5 epizód                                                      |
| 2005–2006 | Las Vegas                    | Las Vegas                               | Monica Mancuso            | 8 epizód                                                      |
| 2006      | A szomszéd ház rejtélye      | The House Next Door                     | Col Kennedy               | tévéfilm                                                      |
| 2006      |                              | Shades of Black: The Conrad Black Story | Barbara Amiel             | tévéfilm                                                      |
| 2008      | Esküdt ellenségek            | Law & Order                             | Dawn Talley               | 1 epizód                                                      |